# San Marcos de la Sierra
San Marcos de la Sierra (uit het Spaans: "Sint-Marcus van het gebergte") is een gemeente (gemeentecode 1013) in het departement Intibucá in Honduras.
Het dorp hoorde bij de gemeente Yamaranguila tot het in 1901 een zelfstandige gemeente werd.
Ten oosten van het dorp ligt de berg La Cruz.

## Bevolking
De bevolking is als volgt verdeeld:
| Vrouwen | 4343 | 47,6% |
| Mannen  | 4780 | 52.4% |

## Dorpen
De gemeente bestaat uit vier dorpen (aldea), waarvan de grootste qua inwoneraantal: San Marcos de la Sierra (code 101301) en San Luis (101304).